# Găng trâu
Găng trâu hay còn gọi là găng tu hú, danh pháp khoa học Catunaregam spinosa là một loài thực vật có hoa trong họ Thiến thảo. Loài này được (Thunb.) Tirveng. mô tả khoa học đầu tiên năm 1978.

## Hình ảnh

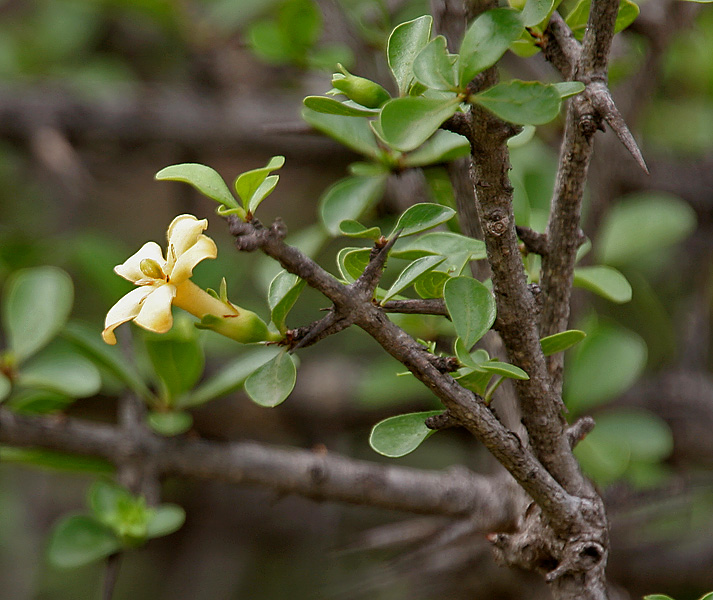
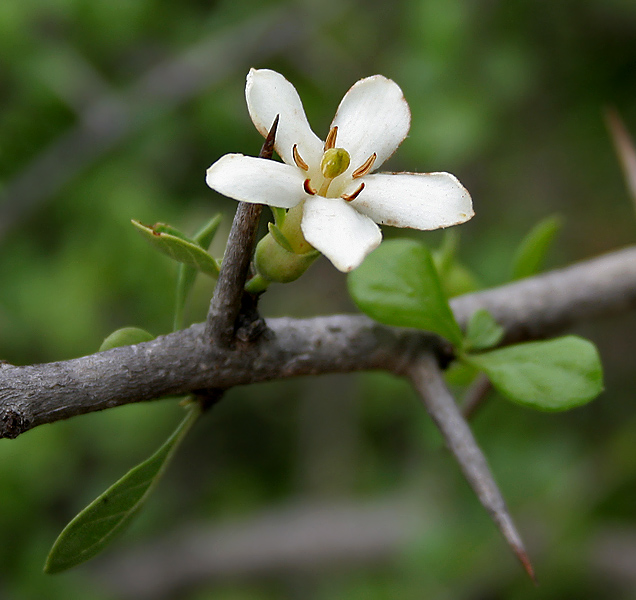
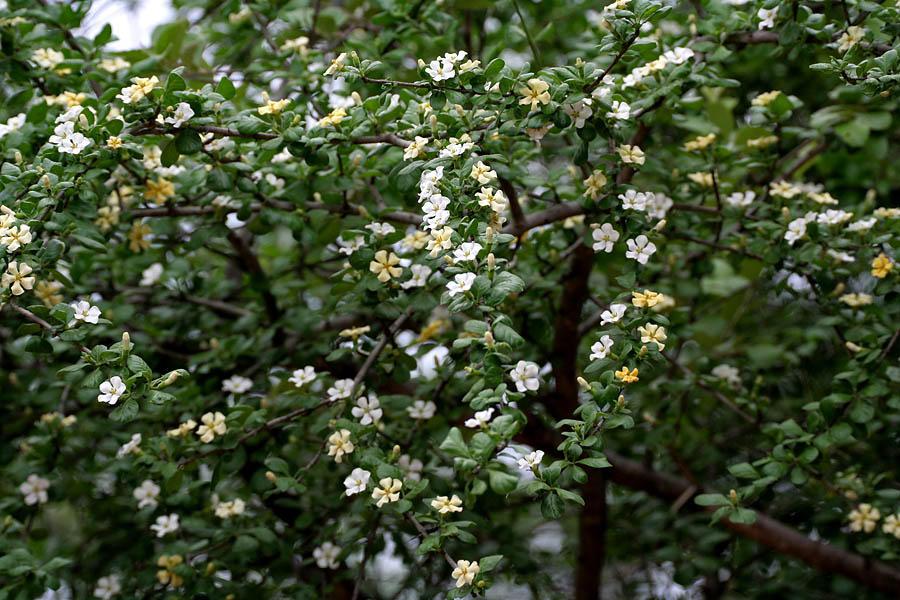
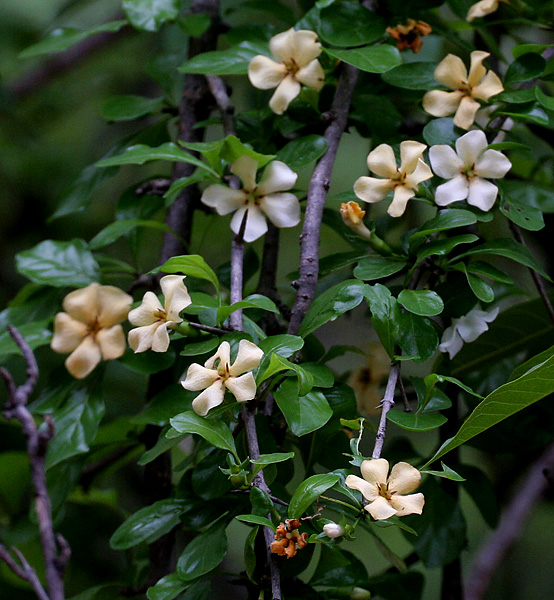